# Marathon féminin aux Jeux olympiques d'été de 1984
Pour un article plus général, voir Athlétisme aux Jeux olympiques d'été de 1984.
Navigation
Séoul 1988
L'épreuve du marathon féminin aux Jeux olympiques de 1984 s'est déroulée le 5 août 1984 dans les rues de Los Angeles, aux États-Unis, avec une arrivée au Memorial Coliseum. Elle est remportée par l'Américaine Joan Benoit dans le temps de 2 h 24 min 52 s.
Le marathon féminin est disputé pour la première fois dans le cadre des Jeux olympiques.

## Résultats

### Finale
| Rang               | Athlète                    | Pays                 | Temps           |
| ------------------ | -------------------------- | -------------------- | --------------- |
| Médaille d'or      | Joan Benoit                | États-Unis           | 2 h 24 min 52 s |
| Médaille d'argent  | Grete Waitz                | Norvège              | 2 h 26 min 18 s |
| Médaille de bronze | Rosa Mota                  | Portugal             | 2 h 26 min 57 s |
| 4.                 | Ingrid Kristiansen         | Norvège              | 2 h 27 min 34 s |
| 5.                 | Lorraine Moller            | Nouvelle-Zélande     | 2 h 28 min 34 s |
| 6.                 | Priscilla Welch            | Grande-Bretagne      | 2 h 28 min 54 s |
| 7.                 | Lisa Martin                | Australie            | 2 h 29 min 03 s |
| 8.                 | Sylvie Ruegger             | Canada               | 2 h 29 min 09 s |
| 9.                 | Laura Fogli                | Italie               | 2 h 29 min 28 s |
| 10.                | Tujia Toivonen             | Finlande             | 2 h 32 min 07 s |
| 11.                | Joyce Smith                | Grande-Bretagne      | 2 h 32 min 48 s |
| 12.                | Alba Milana                | Italie               | 2 h 33 min 01 s |
| 13.                | Dorthe Rasmussen           | Danemark             | 2 h 33 min 40 s |
| 14.                | Sarah Rowell               | Grande-Bretagne      | 2 h 34 min 08 s |
| 15.                | Sinikka Keskitalo          | Finlande             | 2 h 35 min 15 s |
| 16.                | Charlotte Teske            | Allemagne de l'Ouest | 2 h 35 min 56 s |
| 17.                | Anne Marie Malone          | Canada               | 2 h 36 min 33 s |
| 18.                | Midde Hamrin               | Suède                | 2 h 36 min 41 s |
| 19.                | Nanae Sasaki               | Japon                | 2 h 37 min 04 s |
| 20.                | Paola Moro                 | Italie               | 2 h 37 min 06 s |
| 21.                | Ria Van Landeghem          | Belgique             | 2 h 37 min 11 s |
| 22.                | Carla Beurskens            | Pays-Bas             | 2 h 37 min 51 s |
| 23.                | Regina Joyce               | Irlande              | 2 h 37 min 57 s |
| 24.                | Marie-Christine Deurbroeck | Belgique             | 2 h 38 min 01 s |
| 25.                | Maria Trujillo             | Mexique              | 2 h 38 min 50 s |
| 26.                | Bente Moe                  | Norvège              | 2 h 40 min 52 s |
| 27.                | Mary O'Connor              | Nouvelle-Zélande     | 2 h 41 min 22 s |
| 28.                | Carey May                  | Irlande              | 2 h 41 min 27 s |
| 29.                | Francine Peeters           | Belgique             | 2 h 42 min 22 s |
| 30.                | Zehava Shmueli             | Israël               | 2 h 42 min 27 s |
| 31.                | Winnie Lai Chu Ng          | Hong Kong            | 2 h 42 min 38 s |
| 32.                | Monica Regonesi            | Chili                | 2 h 44 min 44 s |
| 33.                | Naydi Nazario              | Porto Rico           | 2 h 45 min 49 s |
| 34.                | Yuko Gordon                | Hong Kong            | 2 h 46 min 12 s |
| 35.                | Ena Guevara                | Pérou                | 2 h 46 min 50 s |
| 36.                | Julie Brown                | États-Unis           | 2 h 47 min 33 s |
| 37.                | Gabriela Andersen-Schiess  | Suisse               | 2 h 48 min 42 s |
| 38.                | Rita Borralho              | Portugal             | 2 h 50 min 58 s |
| 39.                | Conceição Ferreira         | Portugal             | 2 h 50 min 58 s |
| 40.                | Maria Cardenas             | Mexique              | 2 h 51 min 03 s |
| 41.                | Maria Luisa Ronquillo      | Mexique              | 2 h 51 min 04 s |
| 42.                | Nelly Wright               | Bolivie              | 2 h 51 min 35 s |
| 43.                | Mary Wagaki                | Kenya                | 2 h 52 min 00 s |
| 44.                | Eleonora Mendonça          | Brésil               | 2 h 52 min 19 s |
| —                  | Ifeoma Mbanugo             | Nigeria              | DNF             |
| —                  | Akemi Masuda               | Japon                | DNF             |
| —                  | Jacqueline Gareau          | Canada               | DNF             |
| —                  | Julie Isphording           | États-Unis           | DNF             |
| —                  | Anne Audain                | Nouvelle-Zélande     | DNF             |
| —                  | Leda Díaz de Cano          | Honduras             | DNF             |

## Légende
Records et Performances
- AR : Record continental (area record)
- CR : Record des championnats (championship record)
- MR : Record du meeting (meet record)
- NR : Record national (national record)
- OR : Record olympique (olympic record)
- PR : Record paralympique (paralympic record)
- PB : Record personnel (personal best)
- SB : Meilleure performance personnelle de la saison (season's best)
- WL : Meilleure performance mondiale de l'année (world leader)
- WJR : Record du monde junior (world junior record)
- WR : Record du monde (world record)

Circonstances et Conditions
- DNF : N'a pas terminé (did not finish)
- DNS : N'a pas pris le départ (did not start)
- DQ : Disqualification (disqualification)
- NM : Aucun essai valable enregistré (No Mark)
- Q : Qualifié « directement » au prochain tour (ou à la prochaine compétition), lors d'une compétition majeure, grâce au classement ou à la réalisation des minima (automatic qualifier)
- q : Qualifié au prochain tour (ou à la prochaine compétition), lors d'une compétition majeure, grâce au repêchage ou à la réalisation de l'une des meilleures performances parmi celles des « non qualifiés directement » (grâce au meilleur temps ou à la meilleure distance par exemple) (secondary qualifier)